# صفادشت
صفادشت (بالفارسية: صفادشت) هي منطقة سكنية تقع في إيران في قسم. يقدر عدد سكانها بـ 15,855 نسمة .